# Esperce
Esperce är en kommun i departementet Haute-Garonne i regionen Occitanien i södra Frankrike. Kommunen ligger i kantonen Cintegabelle som tillhör arrondissementet Muret. År 2022 hade Esperce 281 invånare.

## Befolkningsutveckling
Antalet invånare i kommunen Esperce
Referens:INSEE